# Kashk-e bademdjan
Le kashk-e bademdjan (en persan : کشک بادنجان / kašk-e bâdenjân, signifiant « kashk aux aubergines ») est un plat iranien. Il est servi en hors-d'œuvre ou comme plat principal.
Sa transcription orthographique peut varier : kashke bademjan, kashk bademjan.
Ses ingrédients de base sont les aubergines et le kechek (petit lait fermenté) ; selon les variantes, on peut y ajouter des oignons caramélisés, des noix grillées, des herbes aromatiques ou des épices.